# Slag bij Aspern-Eßling
De Slag bij Aspern-Eßling was een veldslag op 21 en 22 mei 1809, tijdens de Vijfde Coalitieoorlog, tussen het leger van de Franse keizer Napoleon dat vanuit Wenen probeerde om de Donau over te steken en Oostenrijkse troepen onder bevel van aartshertog Karel van Oostenrijk-Teschen, die de Fransen weer terugdreven.
Aan Franse kant sneuvelden 5.507 soldaten, 120 officieren, drie generaals en maarschalk Jean Lannes. De Fransen hadden 17.940 gewonde soldaten, 616 officieren en 13 generaals en 2474 gevangen soldaten. De Oostenrijkers telden 4.200 doden en 16.000 gewonden.
Een maand na de slag staken de Fransen opnieuw de Donau over en versloegen de Oostenrijkers in de Slag bij Wagram.

## Achtergrond

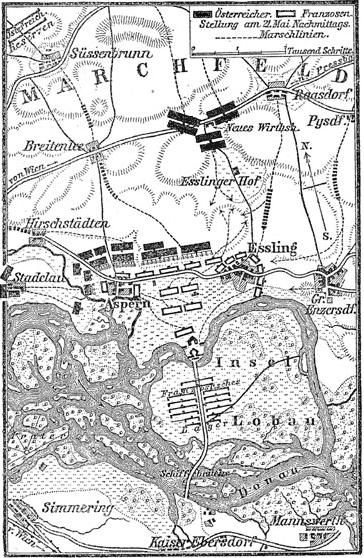
Oostenrijkse (zwart) en Franse stellingen (wit) op 21 mei 1809

Napoleon had op 13 mei Wenen ingenomen. Het leger van aartshertog Karl had na de Slag bij Regensburg de bruggen over de Donau vernield en zich op 16 mei 5 km verder gehergroepeerd op de linkeroever van de Donau bij Bisamberg een heuvel bij Korneuburg met een goed overzicht over de rivier.
De Fransen wilden de Donau oversteken en kozen als plaats het eilandje Lobau, dat de Donau in twee smallere takken verdeelt.

## Verloop

### 20 mei
In de nacht van 19 op 20 mei legden de Fransen pontonbruggen van de rechteroever naar Lobau en bezetten ze het eilandje.
Tegen de avond van 20 mei hadden de Fransen bruggen gelegd van Lobau naar de linkeroever. Het korps van André Masséna stak over naar de linkeroever en schakelde de Oostenrijkse voorposten uit.

### 21 mei
Tegen de ochtend van 21 mei waren 40.000 Fransen ongehinderd de bruggen overgestoken naar de linkeroever. Ze zaten tussen Aspern aan hun linkerzijde en Eßling aan hun rechterzijde.
De Fransen beschikten over 67.000 man infanterie, 10.000 ruiters en 152 kanonnen. De Oostenrijkers beschikten over 84.000 man infanterie, 14.250 ruiters en 288 kanonnen.
De korpsen van Johann von Hiller, Graaf Heinrich von Bellegarde en Prins Friedrich Franz Xaver von Hohenzollern-Hechingen rukte op naar Aspern. Prins Franz Seraph von Rosenberg-Orsini rukte op naar Eßling. De cavalerie van prins Johannes I Jozef van Liechtenstein stond als reserve in het midden.
Hiller nam Aspern in, maar Masséna heroverde het en hield het tot de avond tegen aanvallen van drie Oostenrijkse colonnes.
De Franse infanterie tussen de dorpen en voor de bruggen kreeg een aanval in de flank te verduren. Napoleon liet zijn cavalerie vanuit het midden chargeren op de Oostenrijkse artillerie die op Aspern vuurde. De eerste aanval werd teruggeslagen, maar een charge van de kurassiers verjoeg de kanonnen, reed rond de carrés van Hohenzollern en weerstond de cavalerie van Liechtenstein en trok dan terug.
Franse kurassiers chargeerden tegen de flank van Rosenberg te Eßling. In de dorpen hield Jean Lannes stand tot de avond met een enkele divisie. De twee legers bivakkeerden op schootsafstand van elkaar.

### 22 mei
Bij het ochtendgloren van 22 mei dreef Masséna de Oostenrijkers uit Aspern, maar een tegenaanval van Hiller en Bellegarde verdreef Masséna. Rosenberg bestormde Eßling, maar  Lannes kon Rosenberg verdrijven met versterking van de divisie van Louis Charles Vincent Le Blond de Saint-Hilaire.
Napoleon zette een aanval in het centrum in en brak door de Oostenrijkse linie. De aartshertog zette zijn reserve grenadiers in en stopte de aanval. Aspern was in Oostenrijkse handen. De Oostenrijkers vernielden de bruggen over de Donau.
Rosenberg nam opnieuw Eßling in, maar de Fransen verdreven hem weer.
Maarschalk Jean Lannes werd aan beide benen gewond door een kanonskogel toen hij Johann von Klenau aanviel. Zijn beide benen moesten geamputeerd worden en hij overleed aan zijn verwondingen. De Fransen herstelden de bruggen en trokken zich terug naar het eiland.

## Galerij

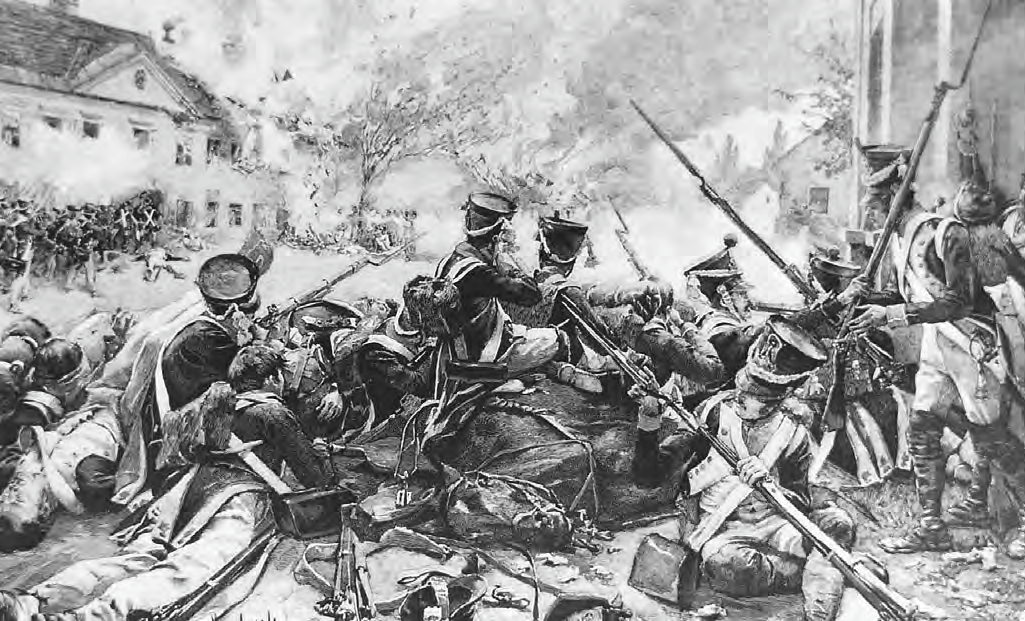
Franse infanterie in de straten van Eßling schiet op Oostenrijkse troepen
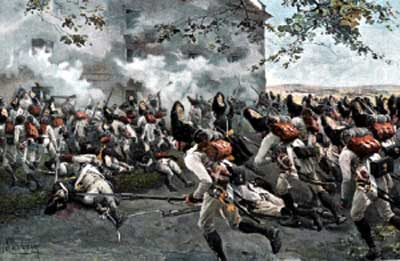
Oostenrijkse grenadiers bestormen een versterkte schuur te Eßling
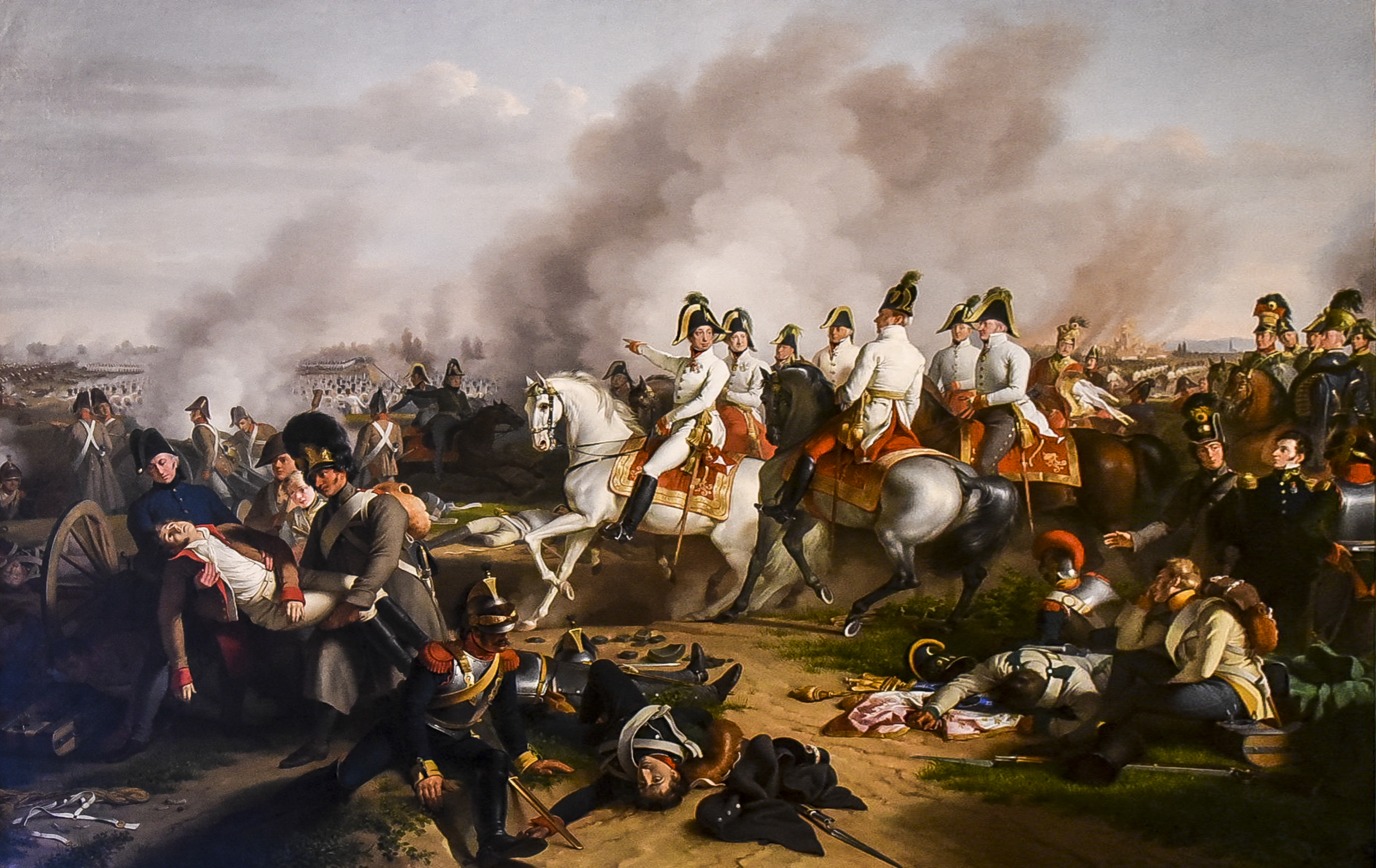
Na de overwinning
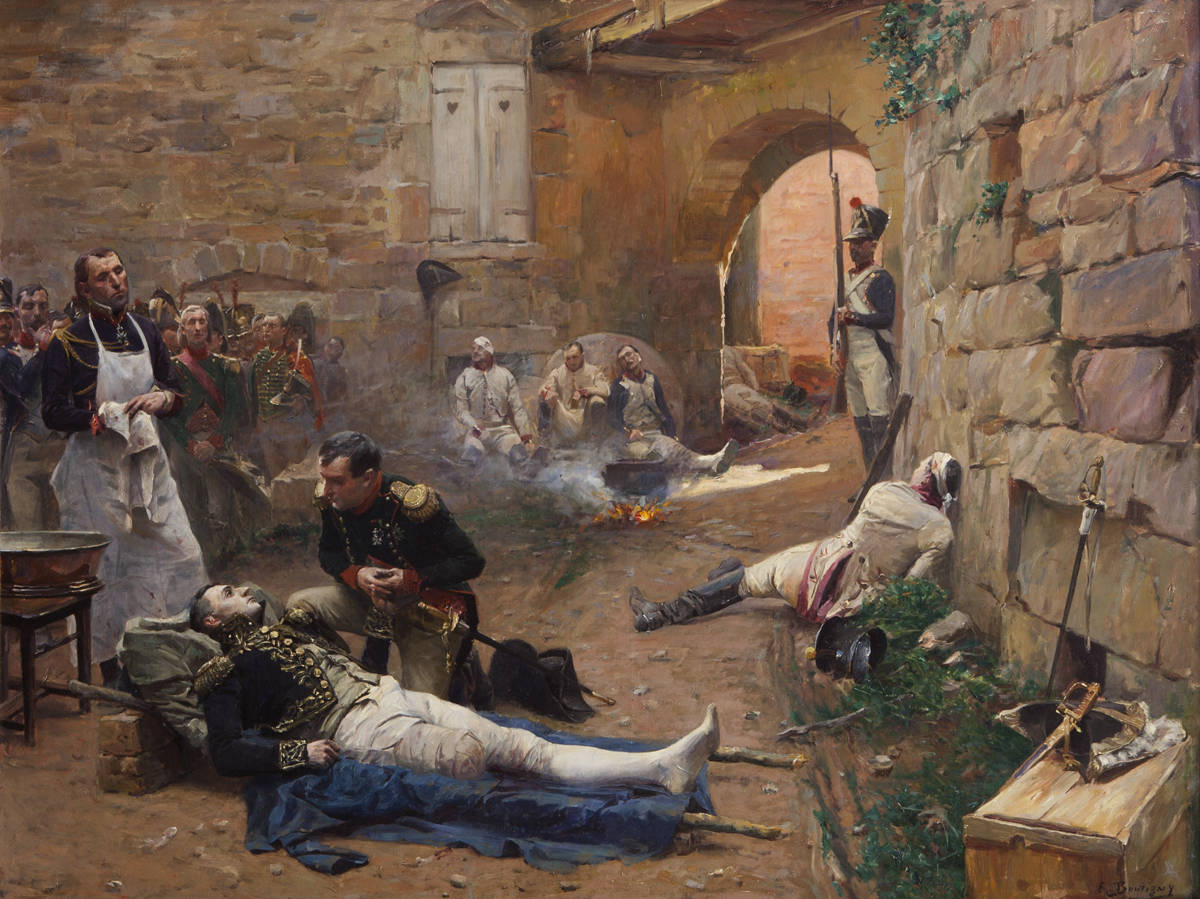
Een been van Maarschalk Lannes is al geamputeerd en Napoleon knielt naast hem
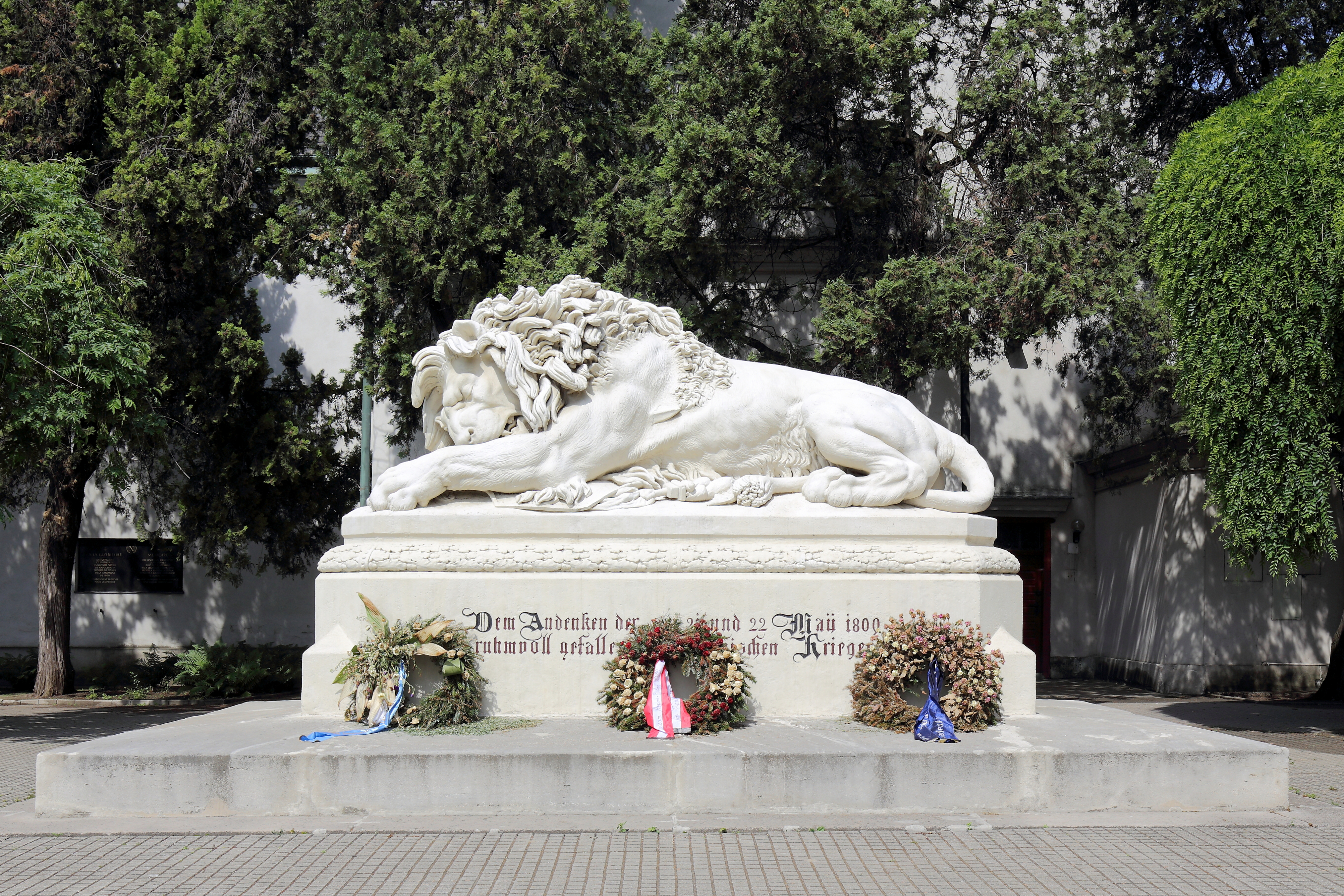
De Leeuw van Aspern, een herdenkingsmonument

## Beschrijvingen
Patrick Rambaud beschreef de veldslag in de  roman La bataille en ontving hiervoor in 1997 de Prix Goncourt en de Grand Prix du roman de l'Académie française. Het idee en de notities voor het boek kwamen oorspronkelijk van Honoré de Balzac op basis van ooggetuigen.
Kapitein Marbot, adjudant van maarschalk Lannes, beschreef Lannes' laatste levensuren in zijn memoires.
Legerarts Dominique-Jean Larrey beschreef in zijn Mémoires de chirurgie militaire et campagnes hoe hij de gewonden bouillon van dode paarden liet eten, op smaak gebracht met buskruit.